# Les Eyzies-de-Tayac-Sireuil

Les Eyzies-de-Tayac-Sireuil este o comună în departamentul Dordogne din sud-vestul Franței. În 2009 avea o populație de 839 de locuitori.

## Evoluția populației
| An        | 1975 | 1982 | 1990 | 1999 | 2006 | 2009 |
| --------- | ---- | ---- | ---- | ---- | ---- | ---- |
| Populație | 886  | 858  | 853  | 909  | 848  | 839  |